# Valentin Radecke
Valentin Radecke (auch: Bálint Radecke, Walenty Radecke, latinisiert: Valentinus Radecius; * um 1550 in Danzig; † 18. August 1632 in Klausenburg, Fürstentum Siebenbürgen) war ein deutsch-polnischer Theologe, der im 17. Jahrhundert in der Nachfolge von Máté Toroczkai die Leitung der Unitarischen Kirche Siebenbürgens übernommen hatte.

## Leben und Wirken
Radecke wurde um 1550 in Danzig geboren. Sein Vater Matthäus Radecke war Schreiber des Danziger Stadtrates. Unter ihm konvertierte die Familie Ende des 16. Jahrhunderts von den Danziger Mennoniten zu den unitarischen Polnischen Brüdern. Valentins Bruder Matthäus wand sich später wieder der lutherischen Kirche zu. Die Studienzeiten Radeckes sind nicht überliefert. Während seines Wirkens als Schulleiter in der bei Krakau gelegenen Ortschaft Luklavic, kam er Anfang des 17. Jahrhunderts mit Pál Göcs in Kontakt, der zuvor vor den bis 1605 andauernden politischen Unruhen in Siebenbürgen nach Polen geflohen war. Auf seine Initiative übernahm Radecke im Oktober 1605 eine Dozentenstelle am Unitarischen Kolleg in Klausenburg sowie die Pfarrstelle der deutschsprachigen unitarischen Gemeinde der Stadt. Erst im gleichen Jahr hatten die Unitarier die in den Jahren zuvor unter Giorgio Basta konfiszierten Kirchen- und Schulgebäude vom neuen reformierten Fürsten Stephan Bocskai zurückerhalten. Das Land war noch stark von den politisch-konfessionellen Unruhen der Vorjahre geprägt. Die Jahre nach 1605 waren für Radecke somit vor allem vom Wiederaufbau der unitarischen Institutionen geprägt. Nach dem Tod von Máté Toroczkai übernahm Radecke 1616 schließlich die Leitung der siebenbürgischen Unitarischen Kirche, die Amtseinführung wurde zweisprachig (ungarisch und deutsch) durchgeführt. Bei seiner Wahl spielten vermutlich seine in Danzig und Polen gesammelten Erfahrungen, divergierende Ansichten auszugleichen, eine Rolle. Ebenfalls eine Rolle gespielt haben könnten Überlegungen, die ungarisch-siebenbürgischen Unitarier stärker an die Schwesterkirche in Polen-Litauen zu führen und dass bereits sein Vater in Polen nonadorantistische Schriften publiziert hatte. Damals war die siebenbürgische Kirche noch stark von den Gegensätzen zwischen dem Sozinianismus (vor allem in Klausenburg verbreitet), Nonadorantismus und Sabbatarismus (letzteres vor allem im Szeklerland verbreitet) geprägt. Radecke selbst verstand sich als Sozinianer und stand dem Nonadorantismus ablehnend gegenüber. Zudem stand die Kirche unter starkem politischem Druck durch den 1613 mit türkischer Unterstützung an die Macht gekommenen calvinistisch geprägten Fürsten Gabriel Bethlen. Radecke war also bemüht die Kirche institutionell zu festigen und ihr Fortbestehen in einer kirchenpolitisch heiklen Zeit zu sichern. Er glaubte mit der Übernahme der Theologie Fausto Sozzinis das Überleben und die Verbreitung des Unitarismus in Siebenbürgen sichern zu können. Dies lässt sich u. a. an seiner 1626 erstmals publizierten Schrift Disciplina ecclesiastica ablesen. Auch war er einer der Autoren, die den unitarischen Standpunkt unter den von Bethlen einberufenen Glaubensdisputationen zwischen Calvinisten und Unitariern in der Schrift Apologia formulierten. 1620 publizierte Radecke einen unitarischen Kinderkatechismus in deutscher Sprache, der vermutlich auf einem zuvor von Hieronymus Moskorzowski und Johann Völkel verfassten deutsch-polnischen Kinderkatechismus aufbaute. Auch ein deutschsprachiges Gesangbuch geht auf Radecke zurück (Geistliche Gesänge). Interessant ist, dass zwei der in das Gesangbuch aufgenommenen Gebete sich an Jesus Christus wenden, was seinen adorantistischen Standpunkt erkennen lässt. Nachdem 1622 der erste Klausenburger Pfarrer Pál Göcs (wie viele andere im gleichen Jahr) an den Folgen der Pest gestorben war, trat Radecke seine Nachfolge an, so dass er nun sowohl die Leitung als auch die erste (und bedeutendste) Pfarrstelle der Unitarischen Kirche in sich vereinigte. Ambitionen zum ersten unitarischen Stadtpfarrer hatte auch sein Schwiegersohn, Matthias Rhaw (Szörös), der zuvor in Altdorf und Rakau studiert hatte. 1629 verfassten die inzwischen weitgehend sozinianisch geprägten polnischen Unitarier einen Brief an die ungarisch-siebenbürgischen Unitarier mit dem Vorschlag einer Kirchenunion auf sozinianischer Grundlage. Zudem wurde Siebenbürgern angeboten, in Rakau statt im italienischen Padua zu studieren. Im gleichen Jahr wurde die Disciplina Ecclesiastica (evtl. als Reaktion auf den Brief der Polnischen Brüder) noch um 15 weitere Kapitel ergänzt, die deutlich den sozinianischen Standpunkt zum Beispiel hinsichtlich der Anrufung Christi oder der Taufe erkennen lassen. Radecke starb schließlich 1632 in Klausenburg. Seine Hoffnung, die Kirche stärker am (polnischen) Sozinianismus auszurichten zu können, erfüllte sich nicht. Sein Nachfolger in der Kirchenleitung wurde Pál Csanádi.

## Werke (Auswahl)
- Apologia edversus criminationem eorum, qui Religionem Ecclesiarum in Transsylvania de uno Deo Patre, et Filio ejus unigenito Jesu Christo, consententium, Turciuam esse affirmant
- Der kleine Katechismus
- Geistliche Gesänge, 1620
- Disciplina Ecclesiastica. In usum Ecclesiarum Unitariarum in Transylvania dispersarum conscripta, 1626